# 白卿芬
白卿芬（英語：Christy Pai，1970年11月25日—），台灣無黨籍政治人物，臺北市出生。現為台灣永續飲食轉型智庫執行長。曾任時代力量秘書長、時代力量決策委員、時代力量黨籍立法委員鄭秀玲辦公室主任，倫敦國際船員權益組織（SRI）研究員／研究顧問，英國布里斯託大學社會政策研究學院副研究員，台灣經濟研究院副研究員/計畫主持人。

## 政治生涯
2019年11月12日，時代力量公布2020年不分區立委提名名單，白卿芬排在第9位。
2019年12月18日，白卿芬與時力不分區立委提名人共同召開「對總統候選人的七大提問」記者會。白卿芬指出部分財團干涉媒體經營與所有權，提問如何反制，並且要求承諾雙手別伸進媒體經營權。
選舉結果政黨得票數109萬8100票、得票率7.76%，分配到3席不分區席次，白卿芬未能當選該屆立法委員。
2023年籌組台灣永續飲食轉型智庫，任智庫執行長，於11月25日在凱道舉行「植植走」遊行。2023年12月31日，退出時代力量。

## 外部連結
- 白卿芬的Facebook專頁